# Burmeistera crassifolia
Burmeistera crassifolia är en klockväxtart som först beskrevs av Franz Elfried Wimmer, och fick sitt nu gällande namn av Franz Elfried Wimmer. Burmeistera crassifolia ingår i släktet Burmeistera och familjen klockväxter.
Artens utbredningsområde är Ecuador. Inga underarter finns listade i Catalogue of Life.